# André Barreto
André de Paulo Barreto (Rio de Janeiro, 6 agosto 1979) è un ex calciatore brasiliano, di ruolo centrocampista.

## Carriera
Ha iniziato a giocare nelle serie inferiori del campionato brasiliano con il Bangu e il Bonsucesso. Nel luglio 2002, ha firmato un contratto con i portoghesi del Boavista, che lo ha girato immediatamente in prestito al Desp. Aves in seconda divisione. Successivamente è stato mandato in prestito all'Estoril Praia, sempre in seconda divisione.
Nel 2005, si è accasato ai polacchi del Wisła Cracovia, ma anche in questo caso, è stato girato in prestito a una squadra portoghese, l'Estrela Amadora. Nelle due stagioni seguenti, ha giocato in terra lusitana con il Marítimo, il Vitória Setúbal e il Trofense. Con quest'ultima squadra, ha ottenuto la promozione in massima serie, la prima volta nella storia del club.
In vista della stagione 2008-2009 ha fatto ritorno al Wisła, ma non ha giocato nessuna partita. Rimasto svincolato, si è trasferito al Bangu, giocando anche per un breve periodo in prestito alla Portuguesa-RJ.